# Classe Téméraire
La classe Téméraire fu una classe di 120 vascelli da 78 cannoni progettata da Jacques Noël Sané e costruita durante la Rivoluzione francese; venne ordinata tra il 1782 e il 1813 per la marina francese e le sue marine dipendenti nei territori occupati dai francesi. Di queste, 107 vennero effettivamente costruite, rendendola la più numerosa classe di navi di linea mai costruita, su un programma di espansione della flotta ideato da Jean-Charles de Borda.
Il progetto venne anche apprezzato in Gran Bretagna dove le navi catturate vennero riprodotte nelle classi Pompée ed America.
Tra questi vascelli, il Droits de l'Homme protagonista di un combattimento con due fregate britanniche che la vide soccombere dopo un aspro combattimento durante la spedizione d'Irlanda del 1796.

## Struttura
Mentre tutte le navi francesi da 74 cannoni dalla metà del decennio 1780 fino alla fine delle guerre napoleoniche furono di questo progetto di massima, vi furono tre varianti che Sané sviluppò dalla stessa forma di scafo. Nel 1793 due navi vennero impostate a Brest sul progetto a scafo lungo. Nel 1801 due navi a scafo corto vennero impostate a Lorient ed una terza impostata a Brest; altre due vennero iniziate a Tolone nel 1803, sempre a scafo corto e diverse altre in cantieri italiani ed olandesi in territori occupati dalla Francia. Tra queste, tre vennero impostate in italia, delle quali due, Capri e Gioacchino terminate, mentre un'altra non venne completata prima della dissoluzione dell'Impero.

## Armamento
28 cannoni da 36 libbre (francesi) o 32 libbre (britanniche) sul ponte di batteria;

30 cannoni da 18 libbre (su alcune navi da 24) sul ponte di coperta;

16 cannoni da 8 libbre e 4 carronate da 36 libbre sul castello per un totale di 78 cannoni. 

il peso totale di una bordata era di 1 820 libbre di palle in ghisa.

## Navi della classe
Sottoclasse Téméraire (18 navi)
Sottoclasse Duquesne (46 navi)
Sottoclasse Danube (26 navi)
Tra queste la Capri, la Gioacchino e la terza unità non varata.
Variante grande (sottoclasse Cassard - 2 navi varate)
Variante corta (sottoclasse Suffren - 2 navi varate)
Variante piccola (sottoclasse Pluton - 24 navi varate)